# Monarch (Lay Your Jewelled Head Down)
Pour les articles homonymes, voir Monarch (homonymie).
Albums de Feist
Let It Die
Monarch (Lay Your Jewelled Head Down) est un album de la chanteuse canadienne Feist, sorti en 1999.

## Titres de l'album
1. It's Cool to Love Your Family - 3:54
2. The Onliest - 4:03
3. La Sirena - 4:28
4. One Year A.D. - 4:50
5. Monarch - 5:10
6. That's What I Say, It's Not What I Mean - 3:36
7. Flight #303 - 2:48
8. Still True - 3:52
9. The Mast - 4:43
10. New Torch - 4:19